# ジョン・ラムトン (初代ダラム伯爵)
初代ダラム伯爵ジョン・ラムトン（英: John Lambton, 1st Earl of Durham, GCB, PC、1792年4月12日 - 1840年7月28日）は、イギリスの政治家、軍人、貴族。
ホイッグ党・急進派の政治家として知られる。

## 経歴
1792年4月12日、庶民院議員ウィリアム・ヘンリー・ラムトンとその妻アン(第4代ジャージー伯爵ジョージ・ヴィリアーズの娘)の長男としてロンドンに生まれた。ラムトン家は12世紀以来イングランド北部に居住する地主で王室とも遠縁にあたる。その所有地の石炭鉱山から莫大な収入を得る富豪だった（1833年時に彼は2400人の鉱山労働者を抱えていた）。彼の父を含めて彼の一族は急進的な政治的立場をとる者が多かった。
家庭教師の教育を受けた後、1805年から4年にわたってイートン校に在学した。大学に進学せず、第10軽騎兵連隊に入隊して陸軍軍人となったが、1812年には初代チャムリー侯爵ジョージ・チャムリーの娘ハリエットと彼女の父の意思に反して駆け落ち・結婚し、軍を離れた。
1813年9月にはカウンティ・ダラム選挙区から選出されて「急進的ホイッグ」と称する立場の庶民院議員となった。1814年にはフリーメイソンのグランビー・ロッジNo124のメンバーとなる。
最初の妻と死別した後の1816年12月にホイッグ党首第2代グレイ伯爵チャールズ・グレイの娘ルイーザを後妻に迎えた。
1821年4月には三年制議会、戸主に選挙権を認める、腐敗選挙区を削減することなどを柱とする選挙法改正法案を議会に提出した。可決しなかったものの、これにより中産階級の急進派の支持を集めた。
1828年1月29日に連合王国貴族カウンティ・パラティン・オブ・ダラムにおけるシティ・オブ・ダラム及びラムトンキャッスルのダラム男爵(Baron Durham, of the City of Durham and of Lambton Castle in the County Palatine of Durham)に叙せられ、貴族院議員に列した。貴族となったのちも彼は急進派としての立場を崩さず、「急進貴族(Noble Radical)」と呼ばれた。労働者層への接近も図り、労働者に向けた演説の中で「私の持つすべてを諸君にゆだねる。私の命・名誉・財産は、諸君の手中で私自身の手中にあるのとおなじに安全たるを確信する」「私は知っている。貴族のアーミン毛皮のローブの下と同じく、職工の粗野な仕事ジャケットの下にも健全な精神、真の道義心、真の独立心が宿るということを」と公言して憚らなかった。
1830年11月に発足したホイッグ党政権のグレイ伯爵内閣には王璽尚書として入閣。また枢密顧問官に列した。1832年の第一次選挙法改正では法案を起草した四人委員会（他にジョン・ラッセル卿、ダンカノン子爵ジョン・ポンソンビー、サー・ジェームズ・グラハム准男爵）の一人となった。四人委員会の中ではダラム男爵が急進的に、ダンカノン子爵とグラハムが保守的にふるまうことが期待されていた。ダラム男爵は委員会の討論において、秘密投票制の導入と三年制議会の導入、そして選挙権は年価値10ポンド以上の家屋の戸主に認めるべきことを主張したが、委員会内の議論やその後の内閣の議論、国王ウィリアム4世の意見などで修正されていった。結局第一次選挙委法改正では、10ポンド戸主案は採用されたものの、7年制議会は維持され、秘密投票制も却下された。
ダラム男爵はこの選挙法改正をあくまで「第一歩」と捉えていたのに対し、他のホイッグ党幹部は選挙改革はこれで終了であり、さらに実際の選挙の際には新選挙法の影響ができる限り小さくしようとしていた。そのためダラム男爵はホイッグ党幹部の中で浮くようになった。義父グレイ伯爵との関係も悪くなり、1833年3月にはホイッグ政権から離れた。この辞職の際に連合王国貴族ダラム伯爵位とラムトン子爵位を与えられた。
1835年4月に成立したホイッグ党政権の第2代メルバーン子爵ウィリアム・ラムの第2次内閣にはホイッグ幹部の強い反発を受けて入閣できなかった（義父のグレイ伯爵さえも彼の入閣に反対していた）。これにより彼がホイッグ党を率いて首相となる芽はなくなった。
代わりに首相メルバーン子爵はダラム伯に駐ロシア大使の地位を与えた。ついで1838年1月から12月までカナダ総督を務めた。赴任前にカナダで起きた責任政府樹立要求の訴えについて、彼は総督在任中に本国政府に対してカナダ史上きわめて重要なダラム報告を行っている。
1840年7月28日にワイト島・カウズで死去した。

## 栄典

### 爵位
- 1828年1月29日、初代ダラム男爵(連合王国貴族爵位)
- 1833年3月23日、初代ダラム伯爵(連合王国貴族爵位)
- 1833年3月23日、初代ラムトン子爵(連合王国貴族爵位)[1]

### 勲章
- バス勲章ナイト・グランド・クロス (GCB) - 1837年6月27日

 ロシア帝国
- 聖アンドレイ勲章（ロシア語版）- 1837年6月
- 聖アレクサンドル・ネフスキー勲章 - 1837年5月22日
- 聖アンナ勲章（ロシア語版）- 1837年
- 白鷲勲章（ロシア語版）[1]

## 家族
1812年に初代チャムリー侯爵ジョージ・チャムリーの娘ハリエットと結婚。彼女との間に以下の3女を儲けた。
- 第1子(長女)フランセス・シャーロット (1812-1835) ： 第5代ベスバラ伯爵ジョン・ポンソンビー と結婚
- 第2子(次女)ジョージアナ・サラ・エリザベス (1814-1833)
- 第3子(三女)ハリエット・キャロライン (1815-1832)

1816年に第2代グレイ伯爵チャールズ・グレイの娘ルイーザと再婚。彼女との間に以下の5子を儲けた。
- 第4子(長男)チャールズ・ウィリアム (1818-1831)
- 第5子(四女)メアリー・ルイーザ (1819-1898) ： 第8代エルギン伯爵ジェイムズ・ブルースと結婚。
- 第6子(五女)エミリー・オーガスタ (1823-1886) ： ヘンリー・キャヴェンディッシュと結婚
- 第7子(次男)ジョージ・フレデリック・ダーシー（英語版） (1828-1879) ： 第2代ダラム伯爵
- 第8子(六女)アリス・アン・キャロライン (1831-1907) ： 第18代モートン伯爵ショルト・ダグラスと結婚。

### 註釈
1. ↑  ダラム報告は、責任政府(カナダ自治領政府)樹立の提言、カナダの英文化への同化の必要性のほか、責任政府は総督でなく植民地議会に責任を負うべき旨を示唆しており、現在のカナダの国体の原型となったもの。